# Tanacetum pamiricum
Tanacetum pamiricum là một loài thực vật có hoa trong họ Cúc. Loài này được (O.Hoffm.) Bornm. miêu tả khoa học đầu tiên năm 1907.